# José Ramón de la Morena
José Ramón de la Morena Pozuelo (Brunete, 21 de noviembre de 1956) es un periodista español. Fue director y presentador de El transistor, programa deportivo de Onda Cero, y panelista de En la jugada de RCN Radio.
Anteriormente fundó el programa El larguero en la Cadena SER, que dirigió y presentó desde 1989 hasta 2016.
El día 25 de marzo de 2021 anunció que se retiraba de la radio una vez la temporada hubiera terminado, el 30 de junio, para dedicar tiempo a su hijo recién nacido.
El 30 de junio de 2021 emite su último programa de radio desde el Estadio Wanda Metropolitano, teniendo como invitado especial al futbolista Gárate, histórico jugador del Atlético de Madrid.

## Biografía
Estudió en el Colegio La Inmaculada de los Padres Escolapios de Getafe. 
Entró a formar parte de la redacción de deportes de la Cadena SER en 1981. En sus inicios se le asignó el seguimiento de disciplinas minoritarias tales como tenis de mesa, frontón y lucha greco-romana. Después de varios años de aprendizaje en Mundiales de Fútbol, Ligas, Tours y Vueltas y de hacer programas deportivos le llegó el gran momento de su carrera: el 3 de septiembre de 1989 comenzó a dirigir y presentar El larguero de la Cadena SER, sustituyendo a La ventana al deporte de Julio César Iglesias con las siguientes palabras:

Señoras y señores, muy buenas noches. Ésta es La ventana al deporte, aunque eso sí: la estamos pintando. Yo me llamo José Ramón de la Morena, y soy su nuevo sereno del deporte.

Creó y comenzó a dirigir el programa deportivo El larguero en 1989, siguiendo una trayectoria que lo llevó a desbancar en el liderazgo de la radio deportiva nocturna al programa de José María García en 1995, cuando se produjo un vuelco histórico de audiencia. Durante este período tuvo una confrontación personal a través de las ondas con el propio García.
En 2003 recibió el premio Micrófono de oro y en 2016 recibiría el premio al Independiente del año en la IV Edición de los Premios al Independiente organizados por el ayuntamiento de Leganés.
En junio de 2016 decidió no renovar contrato con la Cadena SER y fichó por Onda Cero, con un contrato de 3,4 millones de euros, para dirigir desde el 4 de septiembre de ese año el programa El transistor, similar al que dirigió en la SER durante 27 temporadas.
Muy conocida es su apuesta por el fútbol infantil, así cada verano coordina el Campeonato Nacional de Fútbol 7 de Brunete, donde llegaron a destacar Fernando Torres o Andrés Iniesta.
El año siguiente la colombiana RCN Radio lo contrata como panelista del programa En la jugada, sin salir de la emisora española.

## Obras
De la Morena es autor de cinco libros sobre deporte:
- Los silencios de El larguero (Aguilar, 1995) ISBN 9788403597044
- Aquí, unos amigos (Aguilar, 1998) ISBN 9788403594982
- Diario 2000 de El larguero (Aguilar, 2000) ISBN 9788403092297
- Los silencios de El larguero cuando fuimos campeones (Aguilar, 2010) ISBN 9788403101388
- Los silencios de El larguero 25 años después (Aguilar, 2014) ISBN 9788403014466